# Julia Holter
Julia Shammas Holter (* 18. Dezember 1984 in Los Angeles, Kalifornien) ist eine US-amerikanische Indietronic-Musikerin.

## Leben und Karriere
Julia Holter wuchs in einer musikalischen Familie auf. Ihr Vater war Gitarrist und spielte unter anderem einmal mit Pete Seeger. Sie selbst machte ihren Abschluss in Elektronischer Musik am California Institute of the Arts und begann ab 2008 ihre Musikkarriere. In den ersten Jahren erschienen eine Reihe ihrer Songs auf Samplern, außerdem arbeitete sie mit verschiedenen Musikern bei einzelnen Stücken zusammen, zum Beispiel mit Linda Perhacs. Sie legte zwei Alben mit Songs und eine Live-Sammlung als CD-R auf.
Ihr erstes richtiges Album mit dem Titel Tragedy veröffentlichte Holter 2011 bei Leaving Records. Inhaltlich befasste sich das Konzeptalbum mit der griechischen Tragödie Hippolytos von Euripides. Das Popalbum mit Electronic- und Klassikelementen wurde von der Kritik gelobt, war aber kommerziell kein Erfolg. Das Nachfolgealbum Ekstasis ein Jahr später schaffte es aber immerhin schon in die Heatseekers Charts. Darin nahm sie Anleihen an der Renaissancemusik.
Einen kleinen Durchbruch bedeutete das Album Loud City Song, eine Anspielung auf Holters Heimatstadt Los Angeles. Thematisch befasste es sich mit der Novelle Gigi von Colette. Erstmals hatte sie das Album nicht in Eigenregie eingespielt, sondern auch mit anderen Musikern zusammengearbeitet. In USA reichte es zwar auch nur für eine Heatseeker-Platzierung, dafür war es in Europa recht erfolgreich und erreichte unter anderem Platz 20 der norwegischen und Platz 88 der Schweizer Charts. 
Holters viertes Album Have You in My Wilderness wurde dann nicht mehr von einem bestimmten Konzept getragen, es ging in Richtung Dream Pop und stellte den Gesang mehr in den Vordergrund.  International war Holter damit sehr erfolgreich und konnte sich erstmals auch in Deutschland und Großbritannien in den Charts platzieren.
Holter ist seit 2012 gelegentlich für die Musik von Filmproduktionen verantwortlich. So war sie an Niemals Selten Manchmal Immer (2020) beteiligt.

## Diskografie (Auswahl)
Alben
- Cookbook (CD-R, 2008)
- Celebration (CD-R, 2010)
- Eating the Stars
- Live Recordings
- Tragedy (2011)
- Ekstasis (2012)
- Loud City Song (2013)
- Have You in My Wilderness (2015)
- In the Same Room (2017)
- Aviary (2018)
- Something in the Room She Moves (2024)

Lieder
- Don’t Make Me Over (2014)